# Religia w Serbii
     Prawosławni
     Katolicy
     Muzułmanie
     Protestanci
     brak danych

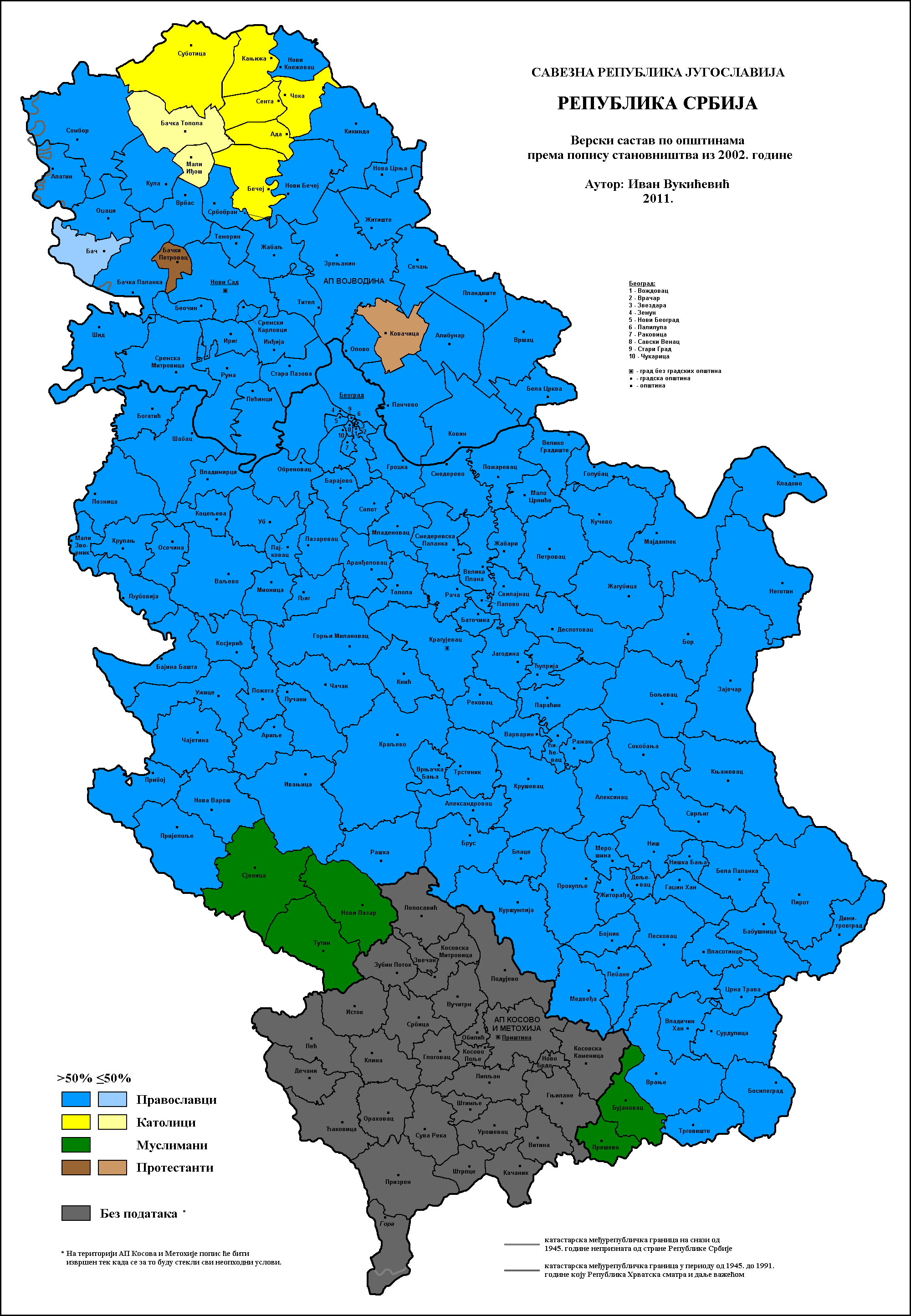
Mapa religijna Serbii.
Prawosławni
Katolicy
Muzułmanie
Protestanci
brak danych

Serbia jest tradycyjnie krajem chrześcijańskim począwszy od chrystianizacji Serbów przez misjonarzy Cyryla i Metodego w IX wieku. Dlatego dominującym wyznaniem jest prawosławie z Serbskim Kościołem Prawosławnym. Podczas panowania Imperium osmańskiego na Bałkanach, w Serbii zadomowił się islam, głównie w południowych regionach Raški, Preševa i Bujanovac, jak również w spornym terytorium Kosowa. Katolicyzm ma swoje korzenie w kraju, przez obecność Węgrów w Wojwodinie (głównie w północnej części województwa), podczas gdy protestantyzm został rozpowszechniony w Serbii przez Słowaków w XVIII i XIX wieku.

## Dane statystyczne
Udział poszczególnych wyznań w populacji Serbii według Spisu Powszechnego w 2011 r. oraz Spisu Powszechnego w 2022 r.
| Wyznania        | 2011      | 2011 | 2022      | 2022 |
| Wyznania        | Liczba    | %    | Liczba    | %    |
| --------------- | --------- | ---- | --------- | ---- |
| Prawosławie     | 6 079 395 | 84,6 | 5 387 426 | 81,1 |
| Katolicyzm      | 356 957   | 4,97 | 257 269   | 3,87 |
| Islam           | 222 829   | 3,10 | 278 212   | 4,19 |
| Protestantyzm   | 71 284    | 0,99 | 54 678    | 0,82 |
| Bez wyznania    | 84 063    | 1,17 | 82 793    | 1,25 |
| Brak odpowiedzi | 220 735   | 3,07 | 169 486   | 2,55 |
| Nieznane        | 99 714    | 1,39 | 355 484   | 5,35 |
| Inne            | 51 885    | 0,71 | 61 655    | 0,93 |
| Ogółem          | 7 186 862 | 100  | 6 647 003 | 100  |

Statystyki według Pew Research Center w 2010 roku:
- prawosławie – 86,6%
- katolicyzm – 5,6%
- islam – 4,2%
- bez wyznania – 3,3%
- protestantyzm – 1,3%